# Viburnum deamii
Viburnum deamii är en desmeknoppsväxtart som först beskrevs av Alfred Rehder, och fick sitt nu gällande namn av Sorrie. Viburnum deamii ingår i släktet olvonsläktet, och familjen desmeknoppsväxter. Inga underarter finns listade i Catalogue of Life.